# Hunga mackeeana
Espèce
Statut de conservation UICN

 VU B1+2c : Vulnérable
Hunga mackeeana est une espèce de plantes à fleurs de la famille des Chrysobalanaceae. C'est un arbuste endémique à la Nouvelle-Calédonie.

## Description
- Arbuste de 3 m de haut[1].
- Fleurs blanchâtres sur des inflorescences velues, terminales ou axillaires[2].

## Répartition
Endémique aux maquis ligno-herbacé sur sols de péridotites en populations disjointes entre Poya, Tiébaghi à l'ouest et Lembi dans le sud de la Grande Terre en Nouvelle-Calédonie.